# Oreneta de pitet blanc
L'oreneta de pitet blanc (Hirundo nigrita) és una espècie d'ocell de la família dels hirundínids (Hirundinidae). Es troba a l'Àfrica Occidental i Central. Els seus hàbitats principals són els boscos tropicals i subtropicals de frondoses humits de les terres baixes, el manglar, la sabana seca, els cursos d'aigua, els llacs i zones humides, els jardins rurals i les àrees urbanes. El seu estat de conservació es considera de risc mínim.